# Otac
Otac es un pueblo y comuna perteneciente al distrito de Rezina, Moldavia.

## Superficie
Cuenta con una superficie de 13,30 kilómetros cuadrados.

## Demografía
Hasta 2023 la población era de 379 habitantes, con una densidad de población de 28,49 habitantes por kilómetro cuadrado.
| Gráfica de evolución demográfica de Otac entre 2018 y 2023         |
|                                                                    |
| Datos según Population statistics of Eastern Europe & former USSR. |